# (500877) 2013 JE64
(500877) 2013 JE64, também escrito como (500877) 2013 JE64, é um objeto transnetuniano que está localizado no cinturão de Kuiper, uma região do Sistema Solar. Este corpo celeste é classificado como um twotino, pois, o mesmo está em uma ressonância orbital de 1:2 com o planeta Netuno. Ele possui uma magnitude absoluta de 8,2 e tem um diâmetro estimado de 101 quilômetros.

## Descoberta
(500877) 2013 JE64 foi descoberto no dia 7 de maio de 2013 pelo Outer Solar System Origins Survey.

## Órbita
A órbita de (500877) 2013 JE64 tem uma excentricidade de 0,289 e possui um semieixo maior de 48,056 UA. O seu periélio leva o mesmo a uma distância de 34,170 UA em relação ao Sol e seu afélio a 61,941 UA.